# Dryptodon saxicola
Dryptodon saxicola là một loài Rêu trong họ Grimmiaceae. Loài này được (F. Weber & D. Mohr) Brid. mô tả khoa học đầu tiên năm 1827.